# Robert De Kers
Robert De Kers, artiestennaam/pseudoniem voor Robert Pierre De Keersmaeker, (Antwerpen, 10 augustus 1906 – Brussel, 16 januari 1987) was een Belgisch jazztrompettist en bandleider.
Hij was zoon in een muzikale familie, vader Telesphore Louis Marie (Théophile) De Keersmaeker speelde viool en moeder Laure Susanne Parcus piano, beiden waren docenten aan het L'Institut Beetoven/Beethoven Instituut. Hij was enige tijd getrouwd met de Rotterdamse Jannetje de Otter/Jeanette den Otter met artiestennaam Jane Miller en bekend als Lady Crooner.
Hij zat al vroeg achter de piano en begon als teenager al met lokale musici jazz te spelen, dat voortzettend tijdens zijn medicijnstudie aan de Vrije Universiteit Brussel; hij wilde arts worden; hij zou de studie niet afmaken. Onder invloed van Louis Armstrong begon hij ook trompet te spelen. In het seizoen 1924-1925 speelde hij bij Bing Boys tijdens concerten in dancing Saint-Sauveur te Warmoesberg. Hij speelde in ensembles van Fud Candrix (band Original Berkely's) met bijvoorbeeld Carlo Benzi. Hij speelde in dixielandensemble Red Beans van David Bee en nam na verloop van tijd de leiding op zich. Al voor de Tweede Wereldoorlog wendde hij zich tot de amusementsmuziek met optreden bij bandleider en tapdanser Harry Flemming (The Flemming Blue Birds). Ook begeleidde hij zangeres Josephine Baker (The 16 Baker Boys met optredens in Europa en Noord-Afrika) en speelde met Jean Robert en Jean Omer. Hij gaf voorts concerten met zijn eigen band Robert De Kers and His Cabaret Kings (opgericht in 1930), dat ook op de radio, op plaatopnamen via Decca Records en in het Antwerps Centruy Hotel te horen was. Hij werkte samen met Jack Kruger, Gus Clark, Eddie Tower en Toots Thielemans. Tot in de jaren vijftig bleef hij werken als arrangeur, componist; hij speelde daar voor de Amerikaanse troepen in Duitsland van na de Tweede Wereldoorlog. Van zijn verscheen het handboekwerk Harmonie et orchestration pour orchestre de danse/Harmonie en orkestratie voor dansorkesten. Hij was vanaf 1964 enige tijd directeur van de Belgische tak van Wurlitzer.
Hij schreef een vijftigtal werken met titels als Absurdity, Triviality, Peculiarity en Singularity en het late experimentele Space Music uit de jaren zeventig. Hij schreef werken binnen de genres klassieke muziek, lesmateriaal voor jazzorgel en jazz bleek jaren later uit zijn archief in handen van het Jazzcentrum Vlaanderen, niet alleen onder eigen naam maar ook onder verdere pseudoniemen als Ronny Parker en Robert Chandelier. Het merendeel bleef in manuscriptvorm.
- Gemeinsame Normdatei: 1256624853
- International Standard Name Identifier: 0000 0004 3392 0700
- MusicBrainz: ad39628d-b03f-401c-aa31-5f9851e88b06
- Nationale Bibliotheek van Tsjechië: mzk2014818384
- Virtual International Authority File: 80011180
- WorldCat: E39PBJdRC4xChdm7THQDFCjwG3